# Caçapapallones

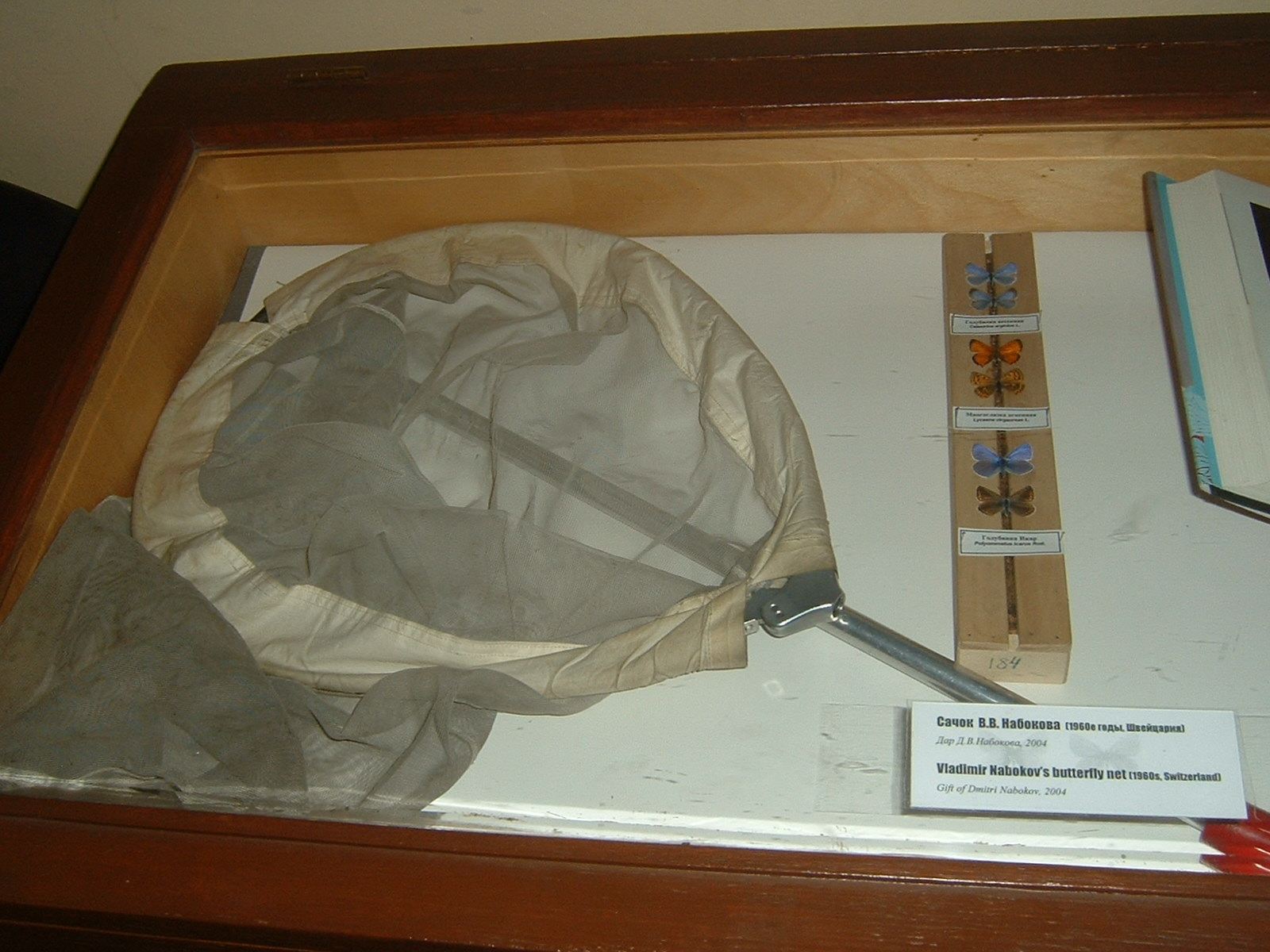
Un caçapapallones que va pertànyer al novel·lista russoamericà Vladimir Nabokov

Un caçapapallones, xarxa entomològica o xarxa per a insectes, és qualsevol dels diferents tipus de xarxes que s'utilitzen per poder recol·lectar insectes. Tota la xarxa en forma de la bossa està construïda generalment amb una malla lleugera per minimitzar el dany a les delicades ales de les papallones.

## Descripció
Consisteix en un cèrcol (acer inoxidable o filferro resistent), subjectat a un mànec de fusta o alumini, que suporta una bossa de tela lleugera (etamina, niló o malla fina). La seva forma és la d'un colador de fons arrodonit, que té aproximadament 40 cm de boca i 60 cm de profunditat. S'utilitza per poder capturar insectes en vol, com papallones, arnes, mosques , vespes, abelles, libèl·lules, cigales i altres.

## Tipus
Hi ha diferents tipus de caçapapallones per atrapar diferents classes d'insectes tenen diferents mides de malla. Les xarxes aquàtiques solen tenir una malla més gran i més oberta. Per a la captura de petites criatures aquàtiques generalment requereix una xarxa per a insectes amb una malla és més petita i en pot capturar més. Entre altres tipus de xarxes que s'utilitzen en la recol·lecció d'insectes hi ha les xarxes tipus paraigües, les xarxes aquàtiques i d'altres.